# Illes Carolines
Les Illes Carolines (en anglès Caroline Islands) formen un arxipèlag de la Micronèsia, a l'oest de l'oceà Pacífic. Tenen una extensió de 1.194 km² i 126.000 habitants. L'arxipèlag està format per gairebé un miler d'atols i illes, algunes d'origen volcànic, al nord de l'equador.
Les principals illes són Ponape, la més extensa i elevada, Truk, Kusaie, Yap i Palau. Les quatre primeres, les més orientals, han format els Estats Federats de Micronèsia, mentre que Palau, la més occidental, s'ha constituït en república.
Les illes gaudeixen d'un clima equatorial, i hi existeixen explotacions de cocoters, mandioca i canya de sucre. També hi ha jaciments de bauxita i fosfats.

## Història
Les illes Carolines van ser descobertes el 22 d'agost de 1526 per l'explorador espanyol Toribio Alonso de Salazar, albirant l'illa de San Bartolomé o Taongui. L'1 de gener de 1528 el descobridor Alonso de Saavedra va prendre possessió en nom del rei d'Espanya de les illes Uluti; l'arxipèlag fou visitat els anys 1542 (Illes Matelotes), 1543, 1545 i per Legazpi el 1565.
Eren conegudes amb el nom d'Illes de les Germanes, Homes Pintats i Els Jardins, però les notícies sobre elles es van perdre fins que Francisco de Lezcano va arribar a Yap el 1686, i les va anomenar Carolines en honor del rei d'Espanya Carles II, fent extensible el nom a les Palau, Marshall i Gilbert.
El 1787 van cessar les relacions amb les Carolines, tot i que després es van reprendre adquirint caràcter comercial i amb freqüents conflictes amb anglesos i alemanys en el segle xix. Un dels episodis més greus es va produir a l'agost de 1885, quan Alemanya va provocar un conflicte internacional en exigir drets de sobirania sobre les Illes Carolines, establint un lloc a l'illa de Yap. La mediació del Papa Lleó XIII va resoldre el conflicte, reconeixent la sobirania espanyola de les illes.

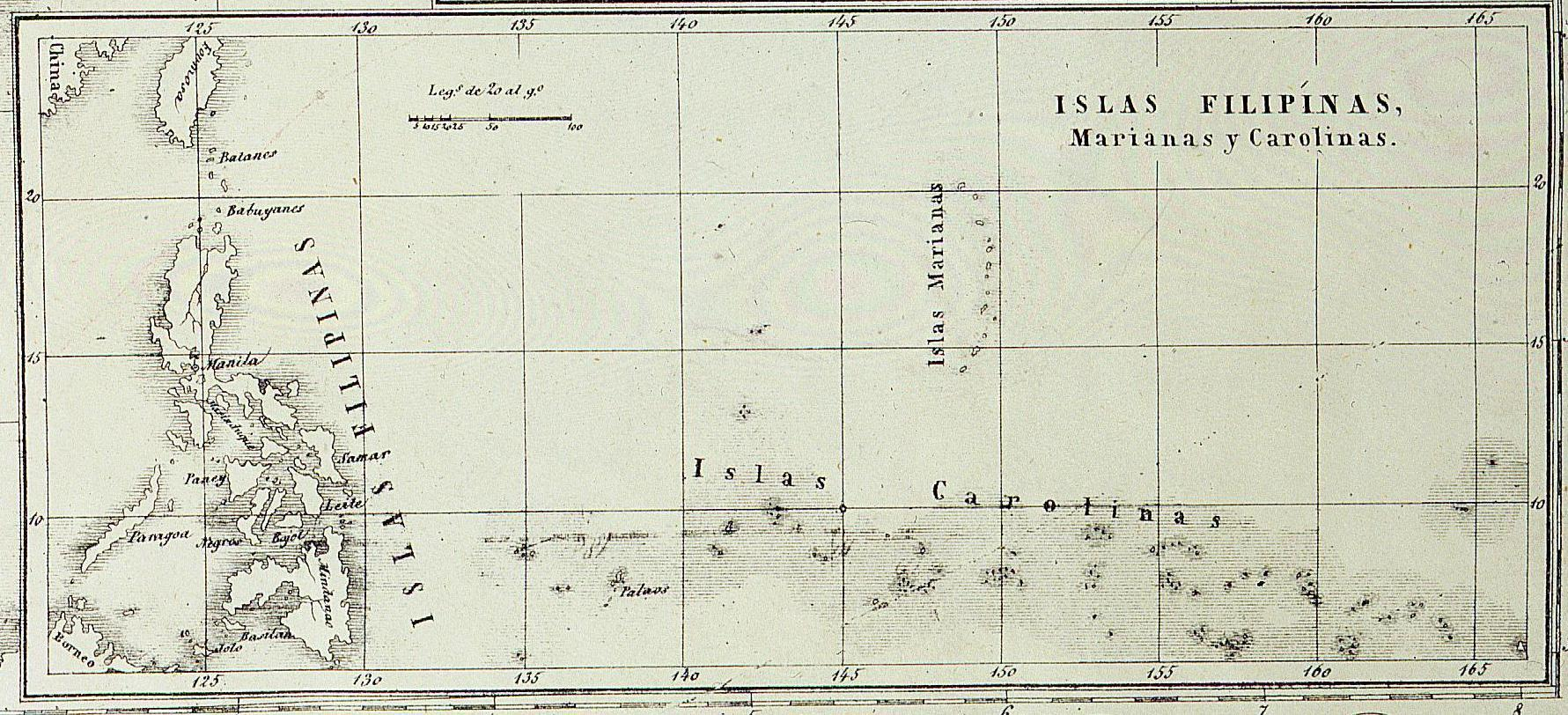
Mapa amb les possessions espanyoles d'ultramar i illes adjacents (1858), fragment.

Després de la derrota d'Espanya en la guerra contra els Estats Units en la qual es va perdre l'illa de Guam, a les Marianes, el 12 de febrer de 1899 la resta de les Marianes, les Carolines i Palau van ser venudes a Alemanya per 25 milions de marcs alemanys segons el tractat hispanoalemany.
El Japó va ocupar les illes el 1914, rebent el 1920 un mandat de la Lliga de les Nacions sobre les illes. Durant la Segona Guerra Mundial, l'arxipèlag va ser conquerit per tropes nord-americanes. En finalitzar la guerra, va quedar sota el control de les Nacions Unides i, de 1947 a 1986, va ser administrat pels EUA, data en la qual els Estats Federats de Micronèsia es van proclamar independents. La República de Palau va decidir no unir-se a la federació Micronèsia i independitzar-se, cosa que va portar a terme el 1994.

## Organització politicoadministrativa
Les illes Carolines, després de successius canvis polítics i històrics, han quedat constituïdes en l'actualitat bàsicament en dos estats independents:
| Bandera                       | Escut d'armes                 | País                          | Àrea    | Població       | Divisió administrativa                                | Estatus                           | Mapa                   |
| ----------------------------- | ----------------------------- | ----------------------------- | ------- | -------------- | ----------------------------------------------------- | --------------------------------- | ---------------------- |
| Estats Federats de Micronèsia | Estats Federats de Micronèsia | Estats Federats de Micronèsia | 702 km² | 107.862 (2007) | Organitzada en 4 estats: Yap, Chuuk, Pohnpei i Kosrae | Federació independent des de 1986 | Ubicació de Micronèsia |
| República de Palau            |                               | República de Palau            | 458 km² | 20.842 (2007)  | Organitzada en 16 estats                              | República independent des de 1994 | Ubicació de Palau      |